# Flémalle-Grande
Flémalle-Grande (wa. Li Grande Flémåle) – dzielnica (section) gminy Flémalle w Belgii, w Regionie Walońskim, w prowincji Liège, w okręgu Liège. 31 grudnia 2007 r. liczyła 5441 mieszkańców. Do 31 grudnia 1976 r. samodzielna gmina. 

## Demografia
Liczba mieszkańców, stan na 1 stycznia:
| Rok                | 1930 | 1947 | 1961 |
| ------------------ | ---- | ---- | ---- |
| Liczba mieszkańców | 5840 | 5962 | 6261 |